# Zeballos
Zeballos est un village côtier situé dans le nord-ouest de l'Île de Vancouver en Colombie-Britannique, au Canada. Zeballos est connu pour l'écotourisme et pour la pêche.

## Démographie
| 2001 | 2006 | 2011 | 2016 |
| ---- | ---- | ---- | ---- |
| 224  | 189  | 125  | 107  |